# فهرست روستاهای شهرستان اردل
فهرست روستاهای شهرستان اردل

در زیر فهرستی از روستاهای شهرستان اردل واقع در استان چهارمحال و بختیاری آورده شده است.
- آب‌تلخک (اردل)
- آب‌سفید (اردل)
- آبسرده (اردل)
- ارجل
- الیکوه
- بادره سمی یاگردوا
- بالد
- بردشلاندان
- بهشت‌آباد (اردل)
- بهلول‌آباد (اردل)
- پوراز (اردل)
- تلتاک
- تلفگیر
- تولدان
- جوزستان (اردل)
- چشمه سلیمان
- چنده
- چوله‌دان
- چویلان
- چهارتخته (اردل)
- حسین‌آباد (اردل)
- دره شور (اردل)
- دره قحطی
- دماب (اردل)
- دورک قنبری
- ده خلیلی
- ده دلی
- ده عزیزی گندمکار وسطی
- ده کل
- ده کهنه روگر
- ده کهنه هلو سعد
- ده نو (اردل)
- ده نو سفلی (اردل)
- ده نو علیا (اردل)
- دهنونده
- رستم‌آباد (اردل)
- رفن
- روپینه
- ریگک (اردل)
- زردلیمه
- زرمیتان
- سربنه (اردل)
- سرپیر (اردل)
- سرتنگ (اردل)
- سرچاه (اردل)
- سرخون (اردل)
- سرقلع
- سرمازه
- سرمور (اردل)
- سره زرد
- سنگ بیل
- شکر آباد (شلیل)
- شکرآباد (اردل)
- شلیل سفلی
- شلیل علیا
- شوران (اردل)
- شهرک چلو
- شهرک دورک
- شهرک شهیدامامی
- شهرک شیاسی
- شهرک قراب
- شهرک کاظمیه
- شهرک کوران‌آباد
- شهرک محمدی
- شهرک ممسنی
- شیخ محمود
- طولدان عوضی
- عادل‌آباد (اردل)
- عباس‌آباد (اردل)
- عزت‌آباد (اردل)
- عزیزآباد سفلی
- عزیزآباد علیا
- علی عسگر
- قائیدان (اردل)
- قراب
- قلعه درویش
- قلعه رشید
- کاج (اردل)
- کاروانسرای شلیل
- کاونددرویشان
- کاهیدان
- کبوتردان (اردل)
- کتولا
- کری چهاربنیچه
- کریم‌آباد (اردل)
- کنمی
- کول میشان
- گردپینه
- گل شور
- گندمکار سفلی
- گندمکار علیا
- گوزلک
- لاخشک (اردل)
- لشترکی شمس
- لشترگوروئی
- لندی (اردل)
- لیرابی (اردل)
- مرادآباد (اردل)
- مرغک (اردل)
- ملکشیر
- نجف‌آباد (اردل)
- نوترکی
- نیسیاق
- ورزرد
- هفت پیران
- یوسف‌آباد (اردل)

## منبع
«نتایج سرشماری ایران در سال ۱۳۸۵». درگاه ملی آمار. بایگانی‌شده از روی نسخه اصلی در ۲۱ آبان ۱۳۹۲.